# Nikolaï Baglei
Nikolaï Lvovitch Bagleï (en russe : Николай Львович Баглей), né le 25 février 1937 et décédé le 3 mars 1991, est un joueur soviétique de basket-ball.

## Palmarès
- Finaliste des Jeux olympiques 1964
- Champion d'Europe 1965